# Millardiana longitentaculata
Millardiana longitentaculata is een hydroïdpoliep uit de familie Bougainvilliidae. De poliep komt uit het geslacht Millardiana. Millardiana longitentaculata werd in 1986 voor het eerst wetenschappelijk beschreven door Wedler & Larson. 